# Prescott (Washington)
Prescott je grad u američkoj saveznoj državi Washington. Prema popisu stanovništva iz 2010. u njemu je živjelo 318 stanovnika.